# 富山県道161号岩峅寺大石原水橋線
富山県道161号岩峅寺大石原水橋線（とやまけんどう161ごう いわくらじおおいしみずはらせん）は、富山県中新川郡立山町から同県富山市に至る一般県道である。

## 概要

### 路線データ
- 起点：富山県中新川郡立山町岩峅寺横割（富山県道35号立山山田線交点）
- 終点：富山県富山市水橋伊勢屋字川原田（富山県道160号水橋停車場線・富山県道379号水橋停車場水橋小路線交点）
- 実延長：16,112m

## 沿革
- 1960年（昭和35年）4月23日 - 認定[1]

## 通過する自治体
- 富山県
  - 中新川郡立山町 - 中新川郡舟橋村 - 中新川郡立山町 - 中新川郡舟橋村 - 富山市

## 接続する道路
- 富山県道35号立山山田線（起点：立山町岩峅寺横割）
- 富山県道162号西大森寺坪線（立山町野村）
- 富山県道366号西大森前沢線（大清水交差点 - 東大森交差点で重複）
- 富山県道3号富山立山魚津線（立山町大石原地内で重複）
- 富山県道147号立山舟橋線（立山町利田）
- 富山県道6号富山立山公園線（立山町五郎丸 - 東芦原交差点で重複）
- 富山県道4号富山上市線（国重交差点）
- 国道8号（滑川富山バイパス）（金尾新交差点）
- 国道415号（高堂交差点）
- 富山県道135号富山滑川魚津線（池田交差点 - 池田（東）交差点で重複）
- 富山県道149号下砂子坂池田町線（富山市水橋池田町字池田）
- 富山県道379号水橋停車場水橋小路線（富山市水橋伊勢屋 - 富山市水橋伊勢屋字川原田（終点）で重複）
- 富山県道160号水橋停車場線（終点：富山市水橋伊勢屋字川原田）

## 周辺
- 富山地方鉄道立山線 岩峅寺駅
- 富山地方鉄道上滝線
  - 岩峅寺駅
  - 大川寺駅
- 富山地方鉄道本線
  - 越中三郷駅
  - 越中舟橋駅
- あいの風とやま鉄道 水橋駅
- 富山県立水橋高等学校
- 立山町立利田小学校
- 舟橋村立舟橋中学校
- 舟橋村立舟橋小学校
- 富山市立三郷小学校
- 日本生化学 富山工場
- 佐藤鉄工 本社・立山工場
- 東亜薬品 本社・富山工場
- 常願寺川